# 波多野精一
波多野 精一（はたの せいいち、1877年〈明治10年〉7月21日 - 1950年〈昭和25年〉1月17日）は、日本の哲学史家・宗教哲学者。文学博士（東京帝国大学・1909年）。京都帝国大学名誉教授。玉川大学第2代学長。
西田幾多郎と並ぶ京都学派の立役者。早稲田大学での教え子には村岡典嗣、東京大学での教え子には石原謙、安倍能成、京大での教え子には田中美知太郎、小原國芳らがいる。また指導学生ではないが、波多野の京大での受講者で波多野から強い影響を受けたとされる人物に三木清がいる。

## 生涯
1877年（明治10年）長野県筑摩郡松本町（現：松本市）に旧松本藩士波多野敬の次男として生まれる。1882年（明治15年）父が大蔵省官吏となり、東京市麹町区飯田町に移る。
高等師範学校附属小・中学校（現：筑波大附属小、筑波大附属中・高）を経て、1893年（明治26年）第一高等中学校に入学し、1896年（明治29年）東京帝国大学文科大学に入学し、哲学科で学ぶ。1899年（明治32年）同大学を卒業する。卒業論文は「ヒュームがカントに及ぼせる影響」で、カントの『純粋理性批判』序文の解釈を試みる。大学院に進学し、ケーベル博士の指導のもとで、近世哲学を研究する。なおケーベル自身も「おれの弟子は波多野一人だ、他にはない」と語ったという。
1900年（明治34年）東京専門学校（現：早稲田大学）講師を嘱託され、西洋哲学史を教える。1901年（明治34年）『西洋哲学史要』を刊行する。また、この年に植村正久（プロテスタント牧師）から洗礼を受けキリスト教徒になる。1902年には丁酉倫理会会員として「哲学館事件に対する意見」書に名を連ねる。1904年（明治37年）東京帝国大学大学院を修了する。修了論文は「スピノザ研究」（ドイツ語で書かれる）。そして、早稲田大学海外留学生としてドイツのベルリン大学、ハイデルベルク大学へ留学し、ハルナック、ヴィンデルバント、ヨハネス・ヴァイス (Johannes Weiß)、エルンスト・トレルチなどの講義を聞く。
1906年（明治39年）に帰国し、早稲田大学文学部で教える。また倉田やすと結婚する。1907年（明治40年）東京帝国大学文科大学講師を嘱託され、「原始基督教」を講義し、1908年（明治41年）『基督教の起源』を刊行する。1909年（明治42年）東京帝国大学大学院を修了する（文学博士）。1910年（明治43年）にはドイツ語で書かれた卒業論文の翻訳である『スピノザ研究』を刊行する。1917年（大正6年）早稲田騒動により辞職し、その後、京都帝国大学文学部哲学科宗教学講座の担当として迎え入れられることになり、京都へ移住する。
1918年（大正7年）カント『実践理性批判』を宮本和吉と共訳し出版する。さらに1920年（大正9年）には『宗教哲学の本質及其根本問題』を刊行する。1922年（大正11年）、宗教学第二講座基督教学が設置され、この第二講座も兼任する。1925年（大正14年）の講演「プロティノスとカント」（於、京都哲学会）を最後に、以後10年以上にも渡る思索に沈潜する。
1935年（昭和10年）に後に「三部作」といわれることになる連作の嚆矢である、執筆に7年を費やした『宗教哲学』を刊行し、1937年（昭和12年）京都帝国大学を定年退官、同大学名誉教授となる。1939年（昭和14年）夫人やすに先立たれる。1940年（昭和15年）に「三部作」の二作目である『宗教哲学序論』を刊行する。1941年（昭和16年）東京へ移り、養子雄二郎夫妻と同居する。1943年（昭和18年）『時と永遠』を刊行することによって、「三部作」が完成する。1945年（昭和20年）岩手県東磐井郡千厩町（現一関市千厩町）へ疎開し、戦後もしばらくはそこにとどまる。1947年（昭和22年）、京大での教え子小原國芳の招聘により玉川大学教授に迎えられ、南多摩郡町田町の同学園内住宅へ移る。1948年（昭和23年）『波多野精一全集』全5巻を刊行し、1950年（昭和25年）1月17日に直腸ガンのため自宅で死去、72歳であった。海軍火薬廠長の波多野貞夫は実弟（敬の四男）。

### 略年譜
- 1877年（明治10年） - 長野県筑摩郡松本町（現：松本市）に生まれる。
- 1888年（明治20年） - 8月に高等師範学校附属小学校高等科（現：筑波大学附属小学校）卒業。
- 1893年（明治26年） - 高等師範学校尋常中学科（現：筑波大学附属中学校・高等学校）卒業（第1回卒業生）。
- 1893年（明治26年） - 第一高等学校入学。
- 1896年（明治29年） - 東京帝国大学文科大学哲学科入学。
- 1899年（明治32年） - 同大学卒業。大学院に進学。
- 1901年（明治34年） - 『西洋哲学史要』出版。
- 1908年（明治41年） - 『基督教の起源』出版。
- 1909年（明治42年） - 東京帝国大学大学院修了。
- 1917年（大正06年） - 東大講師などを経て、京都帝国大学教授。
- 1935年（昭和10年） - 『宗教哲学』出版。
- 1937年（昭和12年） - 京都帝国大学を退任。
- 1940年（昭和15年） - 『宗教哲学序論』出版。
- 1943年（昭和18年） - 『時と永遠』出版。
- 1947年（昭和22年） - 玉川大学教授に就任。
- 1949年（昭和24年） - 玉川大学長に就任。日本学士院会員。
- 1950年（昭和25年） - 永眠。墓所は染井霊園。

## 著作
- 『波多野精一全集』（全6巻、岩波書店、1968-69年、新版1989年）
  - 「1. 西洋哲学史要ほか」
  - 「2. 基督教の起源・原始キリスト教・パウロの生涯」
  - 「3. 西洋宗教思想史・宗教哲学序論ほか」
  - 「4. 宗教哲学・時と永遠」
  - 「5. 初期の論文・小論ほか」
  - 「6. 書簡・総目次・年譜」

　以下は現行での刊行版。
- 『西洋哲学史要』（牧野紀之再話、未知谷、2001年、新版2007年）
- 『基督教の起源　他一編』（岩波文庫、1979年）
- 『原始キリスト教』（岩波全書、改訂版2005年）
- 『宗教哲学』（岩波書店、新版1972年、1976年）
- 『宗教哲学序論』（岩波書店、新版1972年、1976年）
  - 『宗教哲学序論・宗教哲学』（岩波文庫、2012年9月）
- 『時と永遠』（岩波書店、新版1980年、1993年）
  - 『時と永遠　他八篇』（岩波文庫、2012年8月）
- 『波多野精一宗教哲学体系』（書肆心水、2007年）、上記「宗教哲学三部作」を収める。
- 『西洋哲学要史』（キリスト新聞社、2012年8月）、「西洋哲学史要」及び「時と永遠」を収める。
- 『西洋哲学要史　西洋哲学史要・波多野宗教哲学〈時間論〉素描』（菅原喜重郎編、東洋出版、2016年）